# Ana Mato Adrover

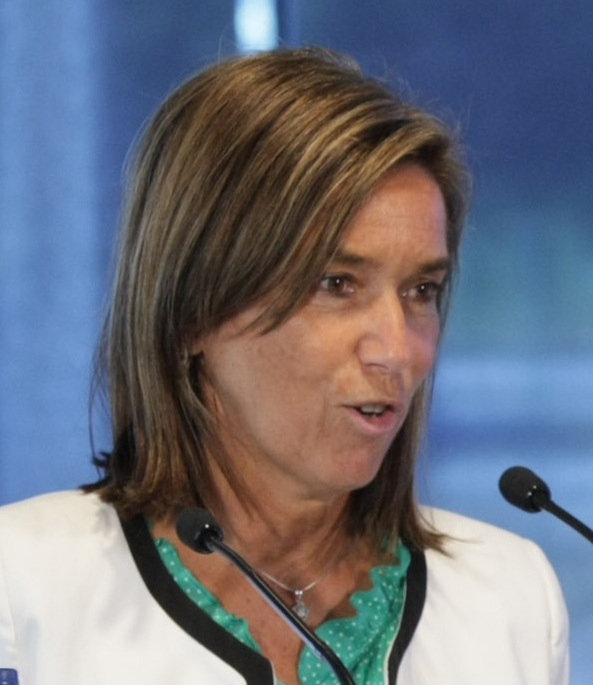
Ana Mato

Ana Mato Adrover (Madrid, 24 september 1959) is een Spaans politica, lid van de conservatieve partij Partido Popular (PP). Ze bevindt zich in de kring van vertrouwelingen van Mariano Rajoy Brey. Na de verkiezingen van 2011 wordt ze door Rajoy benoemd tot minister van Gezondheidszorg, Sociale Diensten en Gelijkheid.
In januari 2013 komt Ana Mato in opspraak omdat ze bij verschillende gelegenheden geld geaccepteerd zou hebben uit corrupte bronnen die verband houden met de zaak-Gürtel, een omvangrijk corruptieschandaal dat zich over het gehele Spaanse territorium, en tot in bijna alle geledingen van de PP uitstrekt. De politie bevestigt dat zij van het corrupte netwerk geld heeft ontvangen voor reizen, feesten en handtassen van het merk Louis Vuitton, voor een bedrag van in totaal iets meer dan 50.000 euro. De minister ontkent deze aantijgingen, justitie besluit niet tot vervolging over te gaan omdat de zaak verjaard is op het moment dat een en ander naar buiten komt.